# Ligue 2
La Ligue 2, nota anche come Ligue 2 BKT per motivi di sponsorizzazione, è la seconda divisione del campionato francese di calcio.
Comprende 18 squadre che si affrontano in partite di andata e ritorno durante la stagione per un totale di 34 giornate. Alla fine del campionato le prime due o tre classificate sono promosse in Ligue 1. Le ultime quattro classificate retrocedono nello Championnat National.
Assieme alla Ligue 1 è organizzata dalla LFP.

## Storia
Il campionato francese di calcio di seconda divisione, la Division 2, fu istituito nel 1933, un anno dopo l'istituzione della massima divisione con carattere professionistico. La prima stagione vide affrontarsi ventitré squadre, tra cui le sei squadre retrocesse dal campionato di Division Nationale 1932-1933 e molti dei club che un anno prima si erano opposti alla creazione della massima divisione. Nel 1933-1934 compagini quali Strasburgo, Roubaix, Amiens militarono nel campionato di seconda serie malgrado non rispettassero i criteri soggettivi richiesti per giocare a livello professionistico e disputare la massima serie. I ventitré club furono divisi in due gruppi: quattordici nel gruppo nord e nove nel gruppo sud. Ciascuna delle due squadre vincitrici dei gironi si affrontavano per stabilire la squadra promossa in massima serie. Il 20 maggio 1934 il Red Star Saint-Ouen, campione del gruppo nord, affrontò l'Olympique Alès, campione del gruppo sud, e lo batté per 3-2, ma l'Alès, pur perdendo, ottenne insieme agli avversari la promozione in massima divisione, così come Strasburgo e Mulhouse, squadre vincitrici degli spareggi, dal momento che la prima divisione fu allargata a sedici squadre. 
A causa delle numerose fusioni tra squadre, dei numerosi fallimenti di vari club e della perdita dello status professionistico di altre compagini, la federazione decise di trasformare il campionato cadetto francese in un torneo a sedici squadre, adottando il girone unico per la stagione 1934-1935. L'instabilità caratterizzò tuttavia anche i mesi seguenti, tanto che la lega fu portata a diciannove squadre nella stagione successiva e a venticinque due anni dopo, con la divisione in quattro gruppi. 
Dopo la sospensione dell'attività calcistica determinata dalla seconda guerra mondiale, il formato del torneo si stabilizzò: club professionistici furono affiancati da club dilettantistici, il cui sviluppo fu via via favorito sino al passaggio allo status professionistico. La connessione fissa coi campionati inferiori tuttavia non fu introdotta se non negli anni Settanta.
La riforma del 1993 impose lo status professionistico per tutti i club militanti in seconda serie.
Nel 2002 il campionato mutò nome in Ligue 2.
Nel novembre 2014 la procura federale mise sotto inchiesta la partita tra Caen e Nîmes del maggio precedente, a causa di combine.
La stagione 2019-2020 fu sospesa e cancellata dalla Federazione calcistica della Francia a seguito dell'emergenza dovuta alla pandemia di COVID-19 in Francia. La Ligue de Football Professionnel (LFP) decise di omologare la classifica valida al momento dell'interruzione della stagione, procedendo con due promozioni dirette e due retrocessioni dirette.

## Partecipazioni per squadra
Sono 176 le squadre che hanno preso parte ad almeno una delle 87 edizioni della seconda serie francese a partire dalla Division 2 1933-1934 fino alla Ligue 2 2025-2026. 
Di seguito viene riportato il numero di campionati alle quali hanno partecipato le varie squadre, aggiornato all'edizione 2025-2026, l'ottantaseiesima.
- 46 volte:  Le Havre
- 45 volte:  Grenoble
- 44 volte:  Amiens
- 42 volte:  Besançon
- 41 volte:  Cannes,  Châteauroux,  Valenciennes
- 40 volte:  Angers,  Béziers
- 39 volte:  Dunkerque,  Red Star
- 38 volte:  Montpellier
- 37 volte:  Gueugnon
- 36 volte:  Tolone,  Rouen
- 35 volte:  Laval,  Nîmes,  Olympique Alès
- 34 volte:  Caen,  Guingamp
- 32 volte:  Stade Reims
- 31 volte:  Le Mans,  Niort
- 29 volte:  Boulogne
- 27 volte:  Lorient,  Mulhouse
- 26 volte:  Nancy
- 25 volte:  Martigues,  Tours
- 23 volte:  Brest,  Limoges,
- 22 volte:  Ajaccio,  Clermont Foot,  Nantes,  Sedan
- 21 volte:  Gazélec Ajaccio
- 20 volte:  Metz,  Sète,  Tolosa,  Troyes
- 19 volte:  Istres,  Orléans,  Sochaux
- 18 volte:  Pays d'Aix,  Angoulême,  Lens
- 17 volte:  Auxerre,  CA Bastia,  CA Paris,  Digione,  Rennes
- 16 volte:  Beauvais,  Chaumont,  Louhans-Cuiseaux,  Quimper Cornouaille
- 15 volte:  Créteil-Lusitanos,  Nizza,  Strasburgo
- 14 volte:  Lilla,   AS Troyes-Sav.
- 13 volte:  Perpignan
- 12 volte:  Arles,  Olympique Marsiglia,  Paris FC,  Saint-Étienne
- 11 volte:  Bourges,  Monaco,  Rodez,  Valence
- 10 volte:  Abbeville,  Épinal,  Montluçon,  Stade Français,  Fontainebleau
- 9 volte:  AAJ Blois,  Annecy,  Bordeaux,  Forbach,  La Roche,  Olympique Lione,  Roubaix
- 8 volte:  Thonon
- 7 volte:  Cherbourg,  Montceau Bourgogne,  Saint-Dié
- 6 volte:  Bastia,  FC Libourne,  Nœux-les-Mines,  Pau,  RC France,  Wasquehal
- 5 volte:  Cambrai,  Charleville,  Le Puy,  Stade Poitevin
- 4 volte:  Amicale Lucé,  FC Lyon,  Hazebrouck,  Mantes,  Quevilly-Rouen
- 3 volte:  SC Douai,  FC Nancy,  Vannes,  Bourg-en-Bresse,  Saint-Seurin,  US Tavaux,  US Melun,  RC Paris-Joinville,  Rouen-Mètropole,  La Ciotat,  UMS Montélimar,  Stade Briochin
- 2 volte:  AS Béziers,   Chambly,  Colmar,  Concarneau,  Évian TG,  Thionville,  UES Montmorillon,  CO Saint-Dizier,  Nevers Football,  Olympique Saint-Quentin,  AS Corbeil-Essonnes,  RC Ancenis,  Troyes AF,  Paris Saint-Germain,  ES Rochelaise,  AS Creil
- 1 volte:  Antibes,  Villefranche,  Marignane,  RC Joinville,  GSC Marseille,  SO Châtelleraudais,  SO Cholet,  Vittel,  Calais RUFC,  USM Malakoff,  Poissy,  Haguenau,  Viry-Châtillon,  Le Touquet,  RC Pierrots Strasbourg,  Tolosa,  Cuiseaux,  Racing Paris-Neuilly,  FC Sochaux,  AC Mouzon,  Évreux AC,  SO Merlebach.

## Squadre
Di seguito l'organico della stagione 2025-2026.
| Squadra       | Città                | Stadio                        | Capienza |
| ------------- | -------------------- | ----------------------------- | -------- |
| Amiens        | Amiens               | Stade de la Licorne           | 12.097   |
| Annecy        | Annecy               | Parc des Sports               | 15.660   |
| Bastia        | Bastia               | Stadio Armand Cesari          | 16.480   |
| Boulogne      | Boulogne-sur-Mer     | de la Libération              | 9.534    |
| Clermont Foot | Clermont-Ferrand     | Gabriel Montpied              | 11.980   |
| Dunkerque     | Dunkerque            | Stadio Marcel Tribut          | 4.200    |
| Grenoble      | Grenoble             | Stade des Alpes               | 20.068   |
| Guingamp      | Guingamp             | Stade de Roudourou            | 19.033   |
| Laval         | Laval                | Stadio Francis Le Basser      | 18.607   |
| Le Mans       | Le Mans              | MMArena                       | 25.000   |
| Montpellier   | Montpellier          | Stadio della Mosson           | 32.900   |
| Nancy         | Nancy                | Stadio Marcel Picot Tomblaine | 20.085   |
| Pau           | Pau                  | Nouste Camp                   | 4.144    |
| Red Star      | Saint-Ouen-sur-Seine | Stadio Bauer                  | 10.000   |
| Rodez         | Rodez                | Stade Paul Lignon             | 5.955    |
| Saint-Étienne | Saint-Etienne        | Geoffroy Guichard             | 41.965   |
| Stade Reims   | Reims                | Stade Auguste Delaune         | 21.685   |
| Troyes        | Troyes               | Stade de l'Aube               | 20.400   |

## Albo d'oro
- 1933-1934:  Red Star (1),
 Olympique Alès (1)
- 1934-1935:  Metz (1)
- 1935-1936:  Rouen (1)
- 1936-1937:  Lens (1)
- 1937-1938:  Le Havre (1)
- 1938-1939:  Red Star (2)
- 1939-1945: Non disputato
- 1945-1946:  FC Nancy (1),
 Montpellier (1)
- 1946-1947:  Sochaux (1)
- 1947-1948:  Nizza (1)
- 1948-1949:  Lens (2)
- 1949-1950:  Nîmes (1)
- 1950-1951:  Olympique Lione (1)
- 1951-1952:  Stade Français (1)
- 1952-1953:  Tolosa (1)
- 1953-1954:  Olympique Lione (2)
- 1954-1955:  Sedan (1)
- 1955-1956:  Rennes (1)
- 1956-1957:  Olympique Alès (2)
- 1957-1958:  FC Nancy (2)
- 1958-1959:  Le Havre (2)
- 1959-1960:  Grenoble (1)
- 1960-1961:  Montpellier (2)
- 1961-1962:  Grenoble (2)
- 1962-1963:  Saint-Étienne (1)
- 1963-1964:  Lilla (1)
- 1964-1965:  Nizza (2)
- 1965-1966:  Stade Reims (1)
- 1966-1967:  Ajaccio (1)
- 1967-1968:  Bastia (1)
- 1968-1969:  Angers (1)
- 1969-1970:  Nizza (3)
- 1970-1971:  Paris Saint-Germain (1)
- 1971-1972:  Valenciennes (1)
- 1972-1973:  Lens (3)
- 1973-1974:  Lilla (2)
- 1974-1975:  Nancy (1)
- 1975-1976:  Angers (2)
- 1976-1977:  Strasburgo (1)
- 1977-1978:  Lilla (3)
- 1978-1979:  Gueugnon (1)
- 1979-1980:  Auxerre (1)
- 1980-1981:  Brest (1)
- 1981-1982:  Tolosa (1)
- 1982-1983:  Rennes (2)
- 1983-1984:  Tours (1)
- 1984-1985:  Le Havre (3)
- 1985-1986:  RC France (1)
- 1986-1987:  Montpellier (3)
- 1987-1988:  Strasburgo (2)
- 1988-1989:  Olympique Lione (3)
- 1989-1990:  Nancy (2)
- 1990-1991:  Le Havre (4)
- 1991-1992:  Bordeaux (1)
- 1992-1993:  Martigues (1)
- 1993-1994:  Nizza (4)
- 1994-1995:  Olympique Marsiglia (1)
- 1995-1996:  Caen (1)
- 1996-1997:  Châteauroux (1)
- 1997-1998:  Nancy (3)
- 1998-1999:  Saint-Étienne (2)
- 1999-2000:  Lilla (4)
- 2000-2001:  Sochaux (2)
- 2001-2002:  Ajaccio (2)
- 2002-2003:  Tolosa (2)
- 2003-2004:  Saint-Étienne (3)
- 2004-2005:  Nancy (4)
- 2005-2006:  Valenciennes (2)
- 2006-2007:  Metz (2)
- 2007-2008:  Le Havre (5)
- 2008-2009:  Lens (4)
- 2009-2010:  Caen (2)
- 2010-2011:  Évian TG (1)
- 2011-2012:  Bastia (2)
- 2012-2013:  Monaco (1)
- 2013-2014:  Metz (3)
- 2014-2015:  Troyes (1)
- 2015-2016:  Nancy (5)
- 2016-2017:  Strasburgo (3)
- 2017-2018:  Stade Reims (2)
- 2018-2019:  Metz (4)
- 2019-2020:  Lorient (1)
- 2020-2021:  Troyes (2)
- 2021-2022:  Tolosa (3)
- 2022-2023:  Le Havre (6)
- 2023-2024:  Auxerre (2)
- 2024-2025:  Lorient (2)

## Classifica squadre vincitrici
| Vittorie | Squadra |
| -------- | --- |
| 6        | Le Havre |
| 5        | Nancy |
| 4        | Lens Lilla Metz Nizza |
| 3        | Montpellier Olympique Lione Saint-Étienne Strasburgo Tolosa                                                                                                   |
| 2        | Ajaccio Angers Auxerre Bastia Caen FC Nancy Grenoble Lorient Olympique Alès Red Star Rennes Sochaux Stade Reims Troyes Valenciennes                           |
| 1        | Bordeaux Brest Châteauroux Évian TG Gueugnon Martigues Monaco Nîmes Olympique Marsiglia Paris Saint-Germain RC France Rouen Sedan Stade Français Tolosa Tours |